# Hesdin-la-Forêt
Hesdin-la-Forêt ist eine französische Gemeinde mit 4494 Einwohnern (Stand: 1. Januar 2022) im Département Pas-de-Calais in der Region Hauts-de-France. Sie gehört zum Arrondissement Montreuil und ist Verwaltungssitz des Gemeindeverbands Communauté de communes des 7 Vallées.
Sie entstand mit Wirkung vom 1. Januar 2025 als Commune nouvelle durch Zusammenlegung der bis dahin selbstständigen Gemeinden Hesdin, Huby-Saint-Leu, Marconne und Sainte-Austreberthe, die fortan den Status als Communes déléguées besitzen. Der Verwaltungssitz befindet sich in Hesdin.

## Gemeindegliederung
| Commune déléguée         | Ehemaliger INSEE-Code | PLZ   | Fläche (km²) | Einwohnerzahl (2022) |
| ------------------------ | --------------------- | ----- | ------------ | -------------------- |
| Hesdin (Verwaltungssitz) | 62447                 | 62140 | 00,93        | 2.225                |
| Huby-Saint-Leu           | 62461                 | 62140 | 12,44        | 0840                 |
| Marconne                 | 62549                 | 62140 | 04,18        | 1.067                |
| Sainte-Austreberthe      | 62743                 | 62140 | 03,71        | 0362                 |

## Geografie

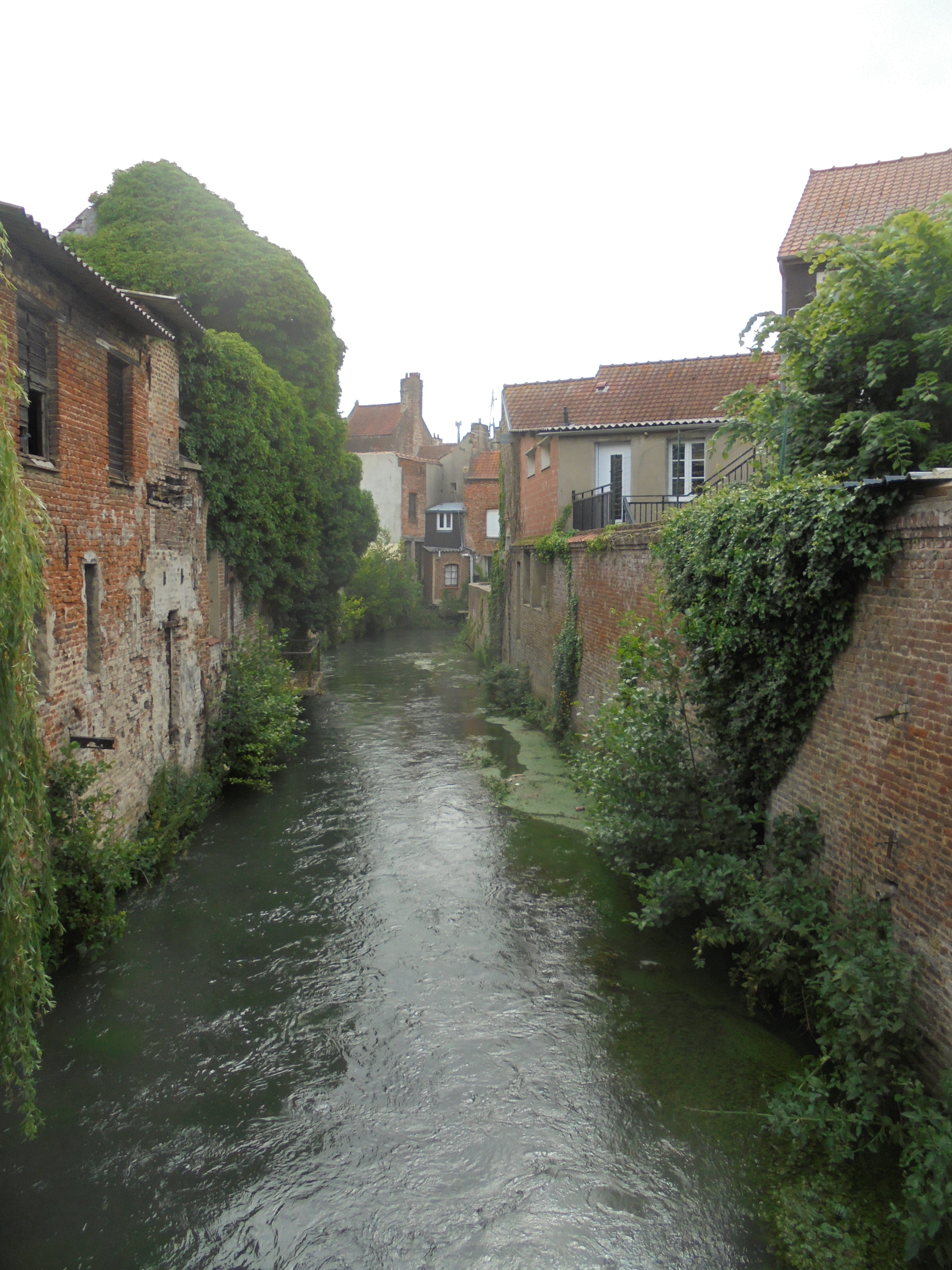
Die Canche

Hesdin-la-Forêt liegt etwa 22 Kilometer ostsüdöstlich von Montreuil-sur-Mer und etwa 53 Kilometer westnordwestlich von Arras in der historischen Provinz des Artois. Das Gemeindegebiet wird von der Canche und der Ternoise entwässert.
Teile des Gebiets von Hesdin-la-Forêt gehören zu den ZNIEFF-Naturzonen „La basse Vallée de la Canche et ses versants en aval d’Hesdin“ (310013699), „Forêt domaniale d’Hesdin et ses lisières“ (310007265) und „La haute Vallée de la Canche et ses versants en amont de Sainte Austreberthe“ (310007267).
Umgeben wird Hesdin-la-Forêt von den 13 Nachbargemeinden:
| Contes                         | Cavron-Saint-Martin La Loge                 | Wamin           |
| Guisy Aubin-Saint-Vaast        | Kompassrose, die auf Nachbargemeinden zeigt | Grigny Le Parcq |
| Capelle-lès-Hesdin Marconnelle | Le Quesnoy-en-Artois Brévillers             | Saint-Georges   |

## Sehenswürdigkeiten
| Name                         | Ort                 | Bemerkungen                                                                               | Bild |
| ---------------------------- | ------------------- | ----------------------------------------------------------------------------------------- | ---- |
| Rathaus mit einem Belfried   | Hesdin              | 16./17. Jahrhundert, UNESCO-Welterbe und in Teilen als Monument historique eingeschrieben |      |
| Kirche Notre-Dame            | Hesdin              | 16. Jahrhundert, als Monument historique klassifiziert und eingeschrieben                 |      |
| Abtei Saint-André-Aux-Bois   | Hesdin              | 17. Jahrhundert, in Teilen als Monument historique eingeschrieben                         |      |
| Ehemaliges Hospiz Saint-Jean | Hesdin              | 18. Jahrhundert, in Teilen als Monument historique eingeschrieben                         |      |
| Kirche Saint-Leu             | Huby-Saint-Leu      | 15. Jahrhundert, als Monument historique eingeschrieben                                   |      |
| Kirche Saint-Maurice         | Marconne            | 16. Jahrhundert                                                                           |      |
| Kirche Sainte-Austreberthe   | Sainte-Austreberthe | 16. Jahrhundert                                                                           |      |

## Sport und Freizeit
Der GR 121, ein 277 Kilometer langer Fernwanderweg von Bon-Secours, einem Ortsteil von Péruwelz in Belgien, nach Équihen-Plage, durchquert das nördliche Gemeindegebiet.

## Bildung
Hesdin-la-Forêt verfügt über
- drei öffentliche Vor- und Grundschulen (Écoles primaires) in Hesdin, Marconne und Sainte-Austreberthe,
- eine private Vor- und Grundschule „Saint Joseph“ in Hesdin,
- eine öffentliche Grundschule (École élémentaire) in Huby-Saint-Leu,
- ein öffentliches Collège „Des 7 Vallées“ in Hesdin und
- ein privates Collège „Notre-Dame“ in Hesdin.[4]

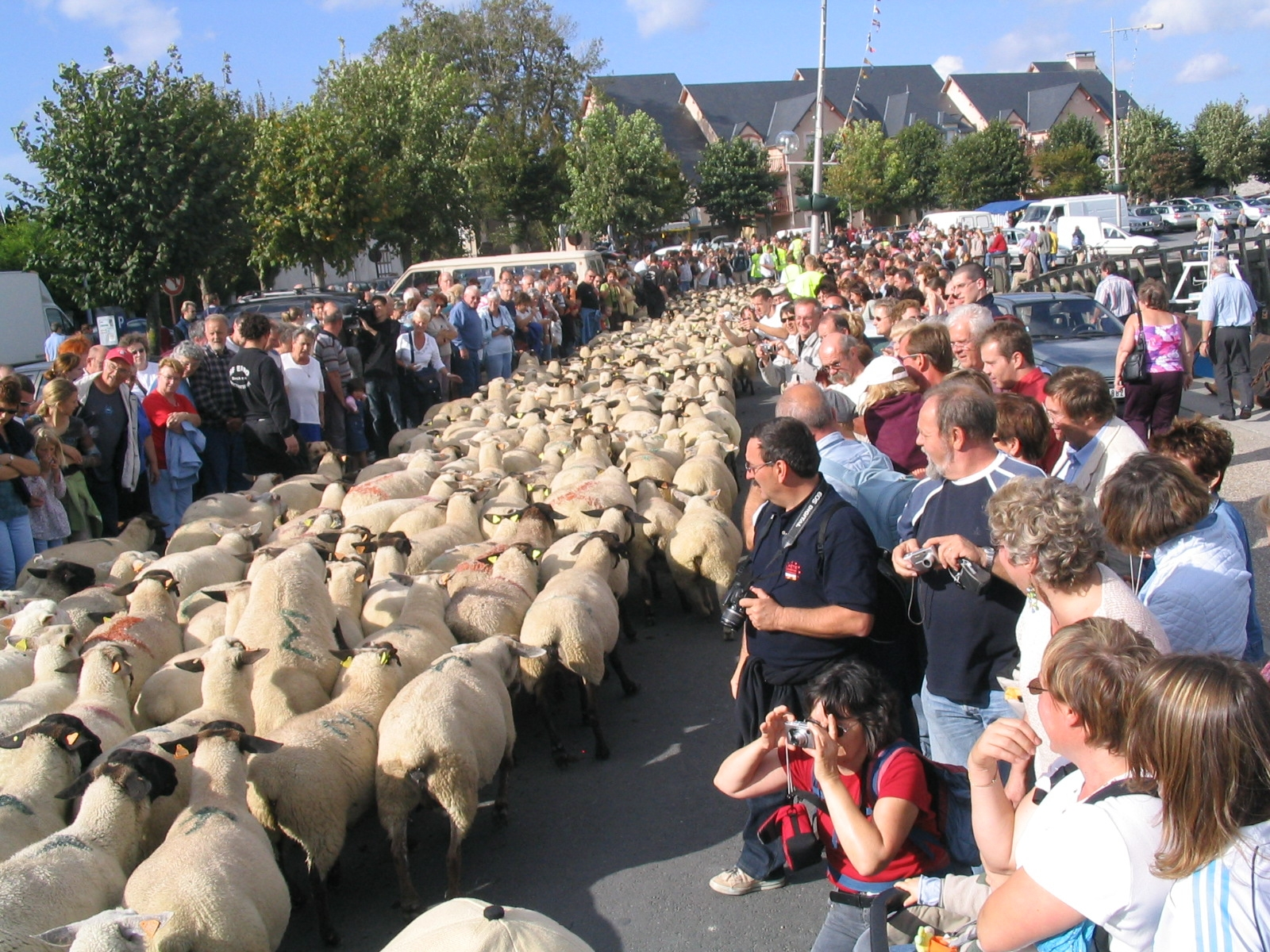
Trieb von Prés-salés de la baie de Somme

## Wirtschaft
Hesdin-la-Forêt liegt in der Zone AOC des Fleisches von vier bis zwölf Monate alten Lämmern, die in den Salzwiesen an der Somme aufgezogen werden, sogenannten Prés-salés de la baie de Somme.
| Wirtschaftszweig                                          | Anzahl der Unternehmen | Anteil |
| --------------------------------------------------------- | ---------------------- | ------ |
| Vermietung und Betrieb eigener oder gemieteter Immobilien | 105                    | 22,5 % |
| Einzelhandel in Fachgeschäften                            | 34                     | 7,3 %  |
| Andere Tätigkeiten im Gesundheitswesen                    | 34                     | 7,3 %  |
| Tätigkeiten für andere Verbandsorganisationen             | 25                     | 5,4 %  |
| Andere Kundendiensttätigkeiten                            | 10                     | 4,0 %  |

## Verkehr
Die autobahnähnlich ausgebaute Departementsstraße D 939, die ehemalige Route nationale 39 von Le Touquet-Paris-Plage nach Arras durchquert das Gemeindegebiet und dient als Umfahrung. Die Departementsstraße D 929, die ehemalige Route nationale 28 von Rouen nach Bergues (Département Nord) wird von Süd nach Nord durch Hesdin-la-Forêt geführt. Viele Departementsstraßen gehen von Hesdin ab und führen durch Marconne oder Sainte-Austreberthe, die D 94 in nordöstlicher Richtung nach Grigny, die D 340 in südöstlicher Richtung nach Saint-Georges, die D 349 in westlicher Richtung nach Marconnelle. Nachgeordnete Departementsstraßen und lokale Landstraßen binden die restlichen Nachbargemeinden an.
Busse von drei Linien des Transportunternehmens der Region Hauts-de-France verbinden Hesdin-la-Forêt mit Saint-Omer, Montreuil-sur-Mer und Frévent.
Hesdin-la-Forêt besitzt einen Bahnhof an der Eisenbahnstrecke Arras–Étaples-Le Touquet, der von Zügen einer Linie des TER Hauts-de-France bedient werden, die zwischen Étaples-Le Touquet und Arras über Saint-Pol-sur-Ternoise verkehren.

## Städtepartnerschaften
Die Stadt unterhält über Hesdin folgende Städtepartnerschaften:
- London Borough of Havering (Vereinigtes Königreich)
- Heusden-Zolder (Belgien)
- Brilon (Deutschland)